# 劉曉鋼
劉曉鋼（1967年11月—），出生於四川省成都市。現任中國浦發機械工業股份有限公司董事長兼總裁。

## 生平
在1998年委任旗下中國浦發機械工業股份有限公司管理層，他在1985年委任四川东华机械厂厂长，到1987年委任四川省机械工业厅企管处副处长，到1989年委任四川省仪器仪表总公司总经理。
他畢業於成都科技大学机械工程系。

## 相關連結
- 刘晓钢:愿意一直给国企打工 生物谷